# Temple protestant de Rueil-Malmaison
Le temple protestant de Rueil-Malmaison est un lieu de culte situé 32 rue Molière à Rueil-Malmaison, dans les Hauts-de-Seine. La paroisse de l’Église protestante unie de Rueil et Nanterre est membre de l'Église protestante unie de France.

## Histoire
En 1646, les premiers protestants de Rueil sont les Gardes suisses. À partir de 1756, le régiment est logé dans une caserne construite sur ordre de Louis XV, aujourd'hui renommée Caserne Guynemer et qui comprend depuis 1999 un musée des Gardes suisses,.
Le temple réformé est construit entre 1969 et 1974 sur les plans de Philippe Verrey, également architecte de l'église luthérienne de Courbevoie (1949), de l'église luthérienne Saint-Marc à Massy (1963), et du temple protestant de La Rencontre à Paris (1965). L'orgue est installé en 1982 par le facteur d'orgue Claude Armand,.
Le pasteur Albert Finet (1899 -1993), cofondateur et directeur de l'hebdomadaire Réforme compte parmi ses paroissiens notables, et meurt à Rueil-Malmaison. La paroisse est engagée dans le dialogue interreligieux.

## Architecture
L'édifice est à plan rectangulaire, sobre et fonctionnel, élevé en pierre calcaire de taille en grand appareil. Il est couvert d'une charpente apparente en bois clair et d'une toiture en cuivre à deux versants à faible pente. Les murs sont percés en partie haute et sur tout le côté sud de claustras au vitrail transparent. Un clocher se dresse au sud.
En 2011, le temple est labellisé Architecture contemporaine remarquable (« Patrimoine du XXe siècle ») et en 2023 Patrimoine d'intérêt régional de l'Île-de-France,.